# Géo André
Georges Yvan „Géo” André (ur. 13 sierpnia 1889 w Paryżu, zm. 4 maja 1943 w Matirze) – francuski lekkoatleta, dwukrotny medalista olimpijski.
Startował na wielu letnich igrzyskach olimpijskich. Na igrzyskach w 1908 w Londynie zdobył srebrny medal w skoku wzwyż wraz z Corneliusem Leahy z Wielkiej Brytanii i Istvánem Somodim z Węgier, a w skoku wzwyż z miejsca zajął 5. miejsce ex aequo z Plattem Adamsem z USA i Alfredem Motté z Francji.
Na igrzyskach w 1912 w Sztokholmie nie odniósł sukcesów. Odpadł w półfinale biegu na 110 metrów przez płotki, w eliminacjach skoku wzwyż i skoku wzwyż z miejsca, zajął 16. miejsce w skoku w dal z miejsca oraz 22. miejsce w pięcioboju, a dziesięcioboju nie ukończył.
Na igrzyskach w 1920 w Antwerpii zdobył wraz z kolegami z reprezentacji (Gaston Féry, Maurice Delvart i André Devaux) brązowy medal w sztafecie 4 × 400 metrów. W finale biegu na 400 metrów przez płotki zajął 4. miejsce, a w biegu na 400 metrów odpadł w półfinale.
Na igrzyskach olimpijskich w 1924 w Paryżu składał ślubowanie olimpijskie w imieniu sportowców. Startował w biegu na 400 m przez płotki, w którym ponownie zajął 4. miejsce.
Był mistrzem Francji w biegu na 110 metrów przez płotki w 1914, 1919 i 1922, w biegu na 400 metrów przez płotki w 1913, 1914, 1919, 1920 i 1922, w skoku wzwyż w latach 1907–1909, 1911, 1914 i 1919 oraz w skoku wzwyż z miejsca w 1909, 1911, 1912, 1914, 1919 i 1920. Był wicemistrzem w biegu na 110 metrów przez płotki w 1911, w biegu na 400 metrów przez płotki w 1924, w skoku wzwyż w 1920 oraz w skoku wzwyż z miejsca w 1907 i 1908. Zdobył brązowe medale w biegu na 200 metrów w 1914, w biegu na 110 metrów przez płotki w 1912, w skoku wzwyż w 1912 i w skoku wzwyż z miejsca w 1913.
Dwukrotnie poprawiał rekord Francji w biegu na 100 metrów przez płotki do czasu 125,4 s (13 sierpnia 1922 w Genewie), czterokrotnie w biegu na 400 metrów przez płotki do wyniku 55,6 s (29 sierpnia 1920 w Colombes) i raz w skoku wzwyż z rezultatem 1,885 m (21 lipca 1908 w Londynie).
Był również zawodnikiem rugby. W latach 1913–1914 wystąpił w 7 meczach reprezentacji Francji.
Walczył jako pilot samolotów myśliwskich podczas I wojny światowej. W czasie II wojny światowej służył w piechocie. Został zastrzelony przez SS w Tunezji.
Jego syn Jacques André był pilotem wojskowym, asem myśliwskim z czasów II wojny światowej, a także lekkoatletą, olimpijczykiem z 1948.